# Comunitat de municipis del País de Châtelaudren - Plouagat
La Comunitat de municipis del País de Châtelaudren - Plouagat (en bretó Kumuniezh kumunioù Kastellaodren-Plagad) és una estructura intercomunal francesa, situada al departament de les Costes d'Armor a la regió Bretanya, al País de Guingamp. Té una extensió de 231,3 kilòmetres quadrats i una població de 13.864 habitants (2006).

## Composició
Agrupa 13 comunes :